# Chiesa di San Giacomo (Sclafani Bagni)
La chiesa di San Giacomo è un edificio religioso di Sclafani Bagni.
Chiusa al culto e in precarie condizioni, la chiesa, di ignote origini, è ricordata la prima volta in un documento del 1573, relativo alla realizzazione di affreschi. Il culto del santo titolare, patrono delle milizie aragonesi, era stato probabilmente introdotto nel Quattrocento.  Una riqualificazione dell'interno, con il rifacimento degli archi delle navate, con colonne e capitelli risale all 1628. Al 1598  e al 1611 risalgono alcuni lavori nel campanile.
L'edificio è a tre navate, separate da archi sostenuti da colonne in pietra, con cappelle laterali decorate e in facciata un portale, attualmente danneggiato.
Il portale fu forse iniziato nel 1663 dal lapicida Antonio Barchi, che doveva prendere a modello quello "dell'oratorio delle Anime del Purgatorio in S. Pietro a Caltavuturo”, e realizzato tra il 1666 e il 1667 dai lapicidi della famiglia Palumbo, compresa una statua di San Giacomo, attualmente rimontata sulla facciata della chiesa di San Pietro.
L'interno conserva una decorazione a stucco, attualmente degradata e danneggiata, dovuta probabilmente a più interventi durante il Seicento e il Settecento.
Tra questi interventi è documentata na "Assunzione della Beata Vergine", che si deve nel 1613 al maestro Jacopo Frignoni. Nello stesso anno, il figlio, il pittore Francesco Frignoni, decora la cappella di San Giacomo con un ciclo di affreschi, comprendenti quattro storie del santo (il pannello meglio conservato raffigura l'episodio di "Gesù che cammina sulle acque") e altre figure, tra cui forse è tuttora leggibile un San Giacomo "matamoros" (il santo che secondo la leggenda scende dal cielo ad aiutare i cristiani nella battaglia di Clavijo contro gli infedeli). La raffigurazione di questo episodio, che allude alla lotta della chiesa della Controriforma contro l'eresia protestante, si inquadra nell'attribuzione alle immagini di una marcata funzione didascalica, propria di questo periodo. Al padre e al figlio insieme viene quindi affidato, ancora nello stesso anno, il completamento di una statua di Santa Lucia, oggi probabilmente nella chiesa di San Francesco.
La decorazione a ghirlande in stucco degli archi della navata si deve invece ad un intervento del 1657 di Pietro De Giorgio.
Ad Antonio Fazzuni si deve una statua di San Giacomo del 1577.
Oltre alle opere ora conservate nella chiesa matrice, l'attivismo e le disponibilità economiche della confraternita, ma anche la devozione di singoli e di gruppi di fedeli, fa registrare la committenza di pitture (affreschi e  tele di Filippo Romana),  campane (fonditori di Tortorici) ed intagli lignei (intagliatori Giuseppe Farullo e Vincenzo Lo Presti), noti solamente dai documenti.